# Акваманіл
Акваманіл (також водолій від лат. aquaemanalis, від лат. aqua — вода та лат. manus — рука) — настільна зооморфна або антропоморфна посудина для обмивання рук, яку застосовували в сакральних і світських цілях у Європі в період з XII по XVI століття. Акваманіли вирізнялися широкою варіативністю форм і сюжетів. Домінуючим мотивом були леви, коні разом з наїзником, фантастичні істоти, серед яких грифони, дракони, птахи. Невеликим числом представлена група антропоморфних акваманілів, що імітують форму голови, погруддя, а інколи й повну людську фігуру. Акваманіли робили пустотілими, з розкритими пащами чи дзьобами для зливу води, та ручкою у формі хвоста, крил тощо. Акваманіли найчастіше виготовляли з глини або бронзи. Відливалися, в основному, в майстернях Нижньої Саксонії з центром у Гільдесгаймі, в Магдебурзі та в регіоні річки Маас на території сучасних Бельгії, Франції та Голландії (Маасський регіон).

## Приклади
- Victoria and Albert Museum, Aquamanile in the form of a griffin, ca 1130 Архівовано жовтень 30, 2007 на сайті Wayback Machine.
- National Gallery of Art, Washington, Aquamanile in the form of a lion, bronze with traces of gilding, North French or Mosan, c 1300 Архівовано березень 4, 2016 на сайті Wayback Machine.
- National Gallery of Art, Washington DC, Aquamanile in the form of a mounted horseman, English or Scandinavian, 13th century Архівовано березень 4, 2016 на сайті Wayback Machine.
- Rijksmuseum, Aquamanile in the form of a horse, bronze, Maas/Meuse region, 13th century Архівовано вересень 29, 2006 на сайті Wayback Machine.